# Ichneumon mendax
Ichneumon mendax là một loài tò vò trong họ Ichneumonidae.